# Acanthodactylus nilsoni
Acanthodactylus nilsoni este o specie de șopârle din genul Acanthodactylus, familia Lacertidae, ordinul Squamata, descrisă de Rastegar-pouyani 1998. Conform Catalogue of Life specia Acanthodactylus nilsoni nu are subspecii cunoscute.